# Bogoryja
 Bogoryja  lub Bogoria  (niem.  Buckelwasser) – potok górski w południowo-zachodniej Polsce, w woj. dolnośląskim w Sudetach Wschodnich w Masywie Śnieżnika.
Górski potok, prawy dopływ Wilczki należący do dorzecza Odry i zlewiska Morza Bałtyckiego. Potok na całej długości położony jest w Śnieżnickim Parku Krajobrazowym. Wypływa na północnym zboczu Żmijowca na wysokości około 1100 m n.p.m. w postaci dwóch drobnych cieków, które niżej na wysokości 900 m n.p.m. łączą się w jeden potok. Źródła położone są w lesie świerkowym na granicy górnego regla. W górnym biegu, potok spływa stromą, głęboko wciętą doliną porośniętą lasem świerkowym, oddzielającą Jaworową Kopę od Smrekowca, płynie w kierunku Międzgórza do ujścia, gdzie na wysokość 580 m n.p.m. w  miejscu zwanym Jamą zbiega się z rzeką Wilczką. Zasadniczy kierunek biegu Bogoryji jest zachodni, w dolnym biegu potoku położona jest miejscowość Międzgórze. Jest to potok górski zbierający wody z północnych zboczy Żmijowca i Smrekowca oraz z południowego zbocza Jaworowej Kopy. Potok na całej długości jest nieuregulowany o bardzo wartkim prądzie wody. Potok charakteryzuje się niewyrównanym spadkiem i zmiennymi wodostanami, średni spad wynosi 105 promili.
Dolnym fragmentem doliny Bogoryji wzdłuż potoku prowadzi leśna droga z Międzgórza, której rozgałęzienia prowadzą do: Schroniska "Na Iglicznej", Schroniska PTTK „Na Śnieżniku”, Drogi Izabeli, Przełęczy Żmijowa Polana, Przełęczy Śnieżnickiej i Jaskini Niedźwiedziej.

## Miejscowości nad Bogoryją
- Międzygórze